# 473年
| 千纪： | 1千纪                                                                                           |
| 世纪： | 4世纪 \| 5世纪 \| 6世纪                                                                         |
| 年代： | 440年代 \| 450年代 \| 460年代 \| 470年代 \| 480年代 \| 490年代 \| 500年代                       |
| 年份： | 468年 \| 469年 \| 470年 \| 471年 \| 472年 \| 473年 \| 474年 \| 475年 \| 476年 \| 477年 \| 478年 |
| 纪年： | 癸丑年（牛年）；北魏延兴三年；南朝宋元徽元年；柔然永康十年；高句丽建兴二年                      |

## 出生
- 萧宏
- 萧昭业
- 元鸷
- 元勰
- 崔游
- 李遵

## 逝世
- 刘遵考
- 殷琰